# Carve the Mark
Carve the Mark Brasil: Crave a Marca  / Portugal: Gravar as Marcas é um livro de ficção científica para o público jovem/adulto. É o quinto romance de Veronica Roth, publicado em 17 de janeiro de 2017. A história segue Akos e Cyra, jovens de culturas opostas cujos destinos estão interligados. Sua sequência The Fates Divide foi lançada em 10 de abril de 2018.

## Sinopse
Num planeta em guerra, numa galáxia em que quase todos os seres estão conectados por uma energia misteriosa chamada “a corrente” e cada pessoa possui um dom que lhe confere poderes e limitações, Cyra Noavek e Akos Kereseth são dois jovens de origens distintas cujos destinos se cruzam de forma decisiva. Obrigados a lidar com o ódio entre suas nações, seus preconceitos e visões de mundo, eles podem ser a salvação ou a ruína, não só um do outro, mas de toda uma galáxia.
Enquanto a maioria das pessoas se beneficia do seu dom-da-corrente, Akos e Cyra não, seus dons os tornam vulneráveis ao controle de outros. Veronica Roth narra a relação de dois jovens inimigos que fazem aliança para escapar da opressão que governa suas vidas. Política, democracia, tolerância, amizade e redenção estão entre os temas abordados pela escritora. Crave a marca é um retrato deslumbrante de Veronica Roth sobre o poder da amizade, e do amor, numa galáxia repleta de dons surpreendentes.

## Enredo
Os personagens de Carve the Mark vivem entre nove planetas. Cada planeta tem regras, governos, pessoas e idiomas diferentes, embora cada planeta viva de acordo com regras gerais interplanetárias com as quais cada um concordou. Esta ordem geral é mantida pela Assembleia, a Assembleia está em um grande navio que transporta o líder da Assembleia e todos os associados da Assembleia. Os nomes dos planetas são: Othyr, Kollande, Ogra, Essander, Zold, Pitha, Trella , Tepes e Thuvhe (Urek). Embora os povos Shotet and the Thuvhesit vivam no mesmo planeta (Urek / Thuvhe), eles têm uma longa história de violência, culpando certos eventos do passado uns sobre os outros, confundindo a verdadeira história de seu povo, já que suas histórias são diretas. Os dois povos são separados por uma grande extensão de grama alta que causa alucinações, mas que tem vários outros propósitos. Os Shotet chamam seu planeta de Urek (que significa "vazio") enquanto os Thuvhesit o chamam de Thuvhe, mas o planeta é universalmente reconhecido apenas por Thuvhe e os Thuvhesit são o único povo/nação reconhecido do planeta, mesmo que os Shotet tenham competido por esse privilégio por muitas gerações. 